# Социјалдемократска партија Србије
Социјалдемократска партија Србије (скраћено СДПС) је политичка странка у Србији. Оријентисана је ка принципима социјалдемократије. Председник странке је Расим Љајић.

## Идеологија и платформа
СДПС је политичка странка левог центра, оријентисана ка принципима социјалдемократије. Године 2023. Љајић је СДПС описао као антифашистичку, антипопулистичку и солидарну странку.

## Организација
Седиште странке се налази у Дечанској 1/III у Београду. Године 2015. имала је 44.658 чланова. Године 2020. имала је 48.623 чланова.

### Међународна сарадња
У јуну 2018. примљена је у Социјалистичку интернационалу као посматрач.

## Резултати на изборима

### Парламентарни избори
| Година | Вођа        | Гласови   | % од важећих | #  | Мандати  | Промена | Коалиција | Статус | Реф.   |
| ------ | ----------- | --------- | ------------ | -- | -------- | ------- | --------- | ------ | ------ |
| 2012.  | Расим Љајић | 863.294   | 23,09%       | 2. | 9 / 250  | 5       | ИЗБЖ      | влада  | [ 9 ]  |
| 2014.  | Расим Љајић | 1.736.920 | 49.96%       | 1. | 10 / 250 | 1       | БКВ       | влада  | [ 10 ] |
| 2016.  | Расим Љајић | 1.823.147 | 49,71%       | 1. | 10 / 250 | 0       | СП        | влада  | [ 11 ] |
| 2020.  | Расим Љајић | 1.953.998 | 63,02%       | 1. | 8 / 250  | 2       | ЗНД       | влада  | [ 12 ] |
| 2022.  | Расим Љајић | 1.635.101 | 44,27%       | 1. | 7 / 250  | 1       | ЗМС       | влада  | [ 13 ] |
| 2023.  | Расим Љајић | 1.783.701 | 48,07%       | 1. | 6 / 250  | 1       | СНСДС     | влада  |        |

### Председнички избори
| Година | Кандидат         | 1. круг — гласови | 1. круг — гласови | % од важећих | 2. круг — гласови | 2. круг — гласови | % од важећих | Напомене       | Реф.   |
| ------ | ---------------- | ----------------- | ----------------- | ------------ | ----------------- | ----------------- | ------------ | -------------- | ------ |
| 2012.  | Борис Тадић      | 1.                | 989.454           | 26,50%       | 2.                | 1.481.952         | 48,84%       | Подршка Тадићу | [ 9 ]  |
| 2017.  | Александар Вучић | 1.                | 2.012.788         | 56,01%       | —                 | —                 | —            | Подршка Вучићу | [ 14 ] |
| 2022.  | Александар Вучић | 1.                | 2.224.914         | 60,01%       | —                 | —                 | —            | Подршка Вучићу | [ 15 ] |